# Elezioni presidenziali in Austria del 2022
Le elezioni presidenziali in Austria del 2022 si sono tenute il 9 ottobre per eleggere il Presidente austriaco. 
Esse hanno visto la vittoria del Presidente uscente Alexander Van der Bellen che, ricandidatosi per un secondo mandato, ha vinto al primo turno con il 56,69% dei voti.

## Contesto
Fino al 2016 le elezioni presidenziali si sono svolte in primavera, ma poiché il ballottaggio del 2016 dovette essere ripetuto a dicembre per ordine della Corte Costituzionale, anche la data delle successive elezioni del 2022 è stata posticipata di circa sei mesi. 
La data esatta, quindi, poiché non è prescritto un arco temporale o un momento preciso su quando le elezioni possano svolgersi e l'unico requisito esistente è che il Presidente eletto debba obbligatoriamente prestare giuramento prima del 26 gennaio 2023 (data di scadenza del mandato del presidente uscente), per le nuove elezioni è stata stabilita da una commissione parlamentare mista durante la primavera/estate del 2022, che ha optato per il 9 ottobre 2022.

## Sistema elettorale
Il Presidente dell'Austria è eletto direttamente tramite suffragio universale ogni sei anni. Le elezioni si svolgono secondo un sistema a doppio turno: se nessun candidato riceve più del 50% dei voti validi espressi al primo turno, si verifica una seconda votazione in cui possono candidarsi solo i due candidati che hanno ricevuto il maggior numero di voti al primo turno. Nel caso di questa elezione, qualora fosse stato necessario, un secondo turno di votazioni era stato fissato per il 6 novembre.
I cittadini austriaci che abbiano raggiunto l'età di sedici anni entro la fine del giorno elettorale e che non siano esclusi dal voto per mezzo di una condanna giudiziaria hanno diritto di voto.

## Sondaggi
| Sondaggista                      | Data       | Van der Bellen | Rosenkranz | Wlazny (Pogo) | Wallentin | Grosz | Brunner | Staudinger |
| -------------------------------- | ---------- | -------------- | ---------- | ------------- | --------- | ----- | ------- | ---------- |
| Unique Research / Profil / Heute | 17.09.2022 | 59 %           | 13 %       | 7 %           | 8 %       | 9 %   | 2 %     | 2 %        |
| Market-Lazarsfeld / ÖSTERREICH   | 15.09.2022 | 51 %           | 14 %       | 13 %          | 9 %       | 7 %   | 5 %     | 1 %        |
| Market-Lazarsfeld / ÖSTERREICH   | 08.09.2022 | 45 %           | 18 %       | 14 %          | 10 %      | 6 %   | 4 %     | 3 %        |

## Risultati
| Alexander Van der Bellen    | Indipendente (sostenuto dai Verdi)                      | 2 299 592 | 56,69 |  |  |  |  |  |
| Walter Rosenkranz           | Partito della Libertà Austriaco                         | 717 097   | 17,68 |  |  |  |  |  |
| Dominik Wlazny (Marco Pogo) | Partito della Birra                                     | 337 010   | 8,31  |  |  |  |  |  |
| Tassilo Wallentin           | Indipendente                                            | 327 214   | 8,07  |  |  |  |  |  |
| Gerald Grosz                | Indipendente                                            | 225 942   | 5,57  |  |  |  |  |  |
| Michael Brunner             | MFG – Popolo Austriaco – Libertà – Diritti fondamentali | 85 465    | 2,11  |  |  |  |  |  |
| Heinrich Staudinger         | Indipendente                                            | 64 411    | 1,59  |  |  |  |  |  |
| Totale                      | Totale                                                  | 4 056 731 | 100   |  |  |  |  |  |
|                             |                                                         |           |       |  |  |  |  |  |
| Voti non validi             | Voti non validi                                         | 91 348    | 2,20  |  |  |  |  |  |
| Votanti                     | Votanti                                                 | 4 148 079 | 65,19 |  |  |  |  |  |
| Elettori                    | Elettori                                                | 6 363 489 |       |  |  |  |  |  |

| Alexander Van der Bellen |  | 56,69% |
| Walter Rosenkranz        |  | 17,68% |
| Dominik Wlazny           |  | 8,31%  |
| Tassilo Wallentin        |  | 8,07%  |
| Gerald Grosz             |  | 5,57%  |
| Michael Brunner          |  | 2,11%  |
| Heinrich Staudinger      |  | 1,59%  |